# Ivan Malagurski Tanar
Ivan Malagurski Tanar (18. veljače 1895. – 12. lipnja 1947.) bio je bački hrvatski prozaik i nastavnik. Školu je pohađao u Subotici i Zagrebu. Pored pisanja, bavio se i slikarstvom (tehnika ulje na platnu).
Surađivao je pri "Klasju naših ravni" (čiji je - nekreditirani - urednik bio 1935., 1936. i 1938., za prvih pet brojeva), "Subotičkim novinama", "Nevenu", "Subotičkoj Danici" itd. Zbog svojih je naprednih ideja često bio u nemilosti vlasti.
Supruga mu je bila Marija, rođena Dulić, a djeca Ico, Vranje, Nikica, Milka i Ida.
Ivan Malagurski Tanar je jedan od osnivača NK Bačke iz Subotice.
1936. su u odboru za proslavu 250. obljetnice dolaska jedne grupe Bunjevca i preuzimanja vlasti u Subotici bili Blaško Rajić, Ivan Malagurski Tanar, Miroslav Mažgon, Petar Pekić, dr Mihovil Katanec, Albe Šokčić, Ivan Kujundžić, Kata Taupert i drugi. Inicijator i pokrovitelj akcije bio je biskup Lajčo Budanović,

## Vanjske poveznice
- Klasje naših ravni  Arhivirana inačica izvorne stranice od 3. listopada 2006. (Wayback Machine)
- [neaktivna poveznica] časopis za slavensku filologiju (velika *.pdf datoteka)